# シュイオンランド
シュイオン・ランド（英語: Shui On Land、中国語: 瑞安房地産）は、中国上海に本部がある不動産開発・管理会社で、香港証券取引所に上場されている。上海の新天地を開発したことで有名。

## 概要
シュイオン・ランド（Shui On Land、瑞安房地産）は中国・上海に本部がある不動産開発・管理会社で、香港に本部があるシュイオン・グループ（瑞安集団、Shui On Group）に属していて、董事長（会長）は瑞安集団の董事長でもあるビンセント・ロウ（羅康瑞、Vincent Lo）である。2006年から香港証券取引所（272）に上場。

## 開発
この会社が開発した上海の新天地が有名で、中国の他の主要都市にも「○○天地」を建設している。
- 上海
  - 上海新天地（Shanghai Xintiandi）
  - 上海88新天地 など
- 杭州
  - 杭州西湖天地（Hanzhou West Lake Tiandi）
- 重慶
  - 重慶天地（Chongqing Tiandi）
- 武漢
  - 武漢天地（Wuhan Tiandi）
- 大連
  - 大連天地ソフトウェアパーク（Dalian Tiandi Software Park）
- 仏山
  - 仏山嶺南天地（Foshan Lingnan Tiandi）

## 本部
瑞安集団の本部は香港のワンチャイ（湾仔）のシュイオン・センター（Shui On Centre）にあり、子会社ではシュイオン・ランド以外に、シュイオン・コンストラクション（瑞安建業、Shui On Construction and Materials Limited、英語略称：SOCAM）も香港証券取引所に1997年から上場されている。